# آرمانی مور
آرمانی مور (انگلیسی: Armani Moore؛ زادهٔ ۲۵ مارس ۱۹۹۴) بازیکن بسکتبال اهل ایالات متحده آمریکا است.